# (7354) Ishiguro
(7354) Ishiguro ist ein Asteroid des Hauptgürtels. Er wurde am 27. Januar 1995 von dem japanischen Astronomen Takao Kobayashi am Oizumi-Observatorium (IAU-Code 411) in Ōizumi in der Präfektur Gunma in Japan entdeckt.
Der Asteroid wurde am 1. Mai 2003 nach Masato Ishiguro (* 1945) benannt, der von 1990 bis 1996 Direktor des Nobeyama Radio Observatory und ab 1998 Projektleiter des ALMA-Projekts war.